# 佩薩克鄉
46°00′N 20°50′E / 46.000°N 20.833°E
佩薩克鄉（羅馬尼亞語：Comuna Pesac, Timiș），是羅馬尼亞的鄉份，位於該國西部，由蒂米什縣負責管轄，面積34平方公里，海拔高度89米，2002年人口2,103，人口密度每平方公里62人。